# Siège de Toyama
À la fin du mois d'août 1585, Toyotomi Hideyoshi mène son armée d'environ 100 000 soldats contre Sassa Narimasa, un de ses anciens alliés longtemps auparavant. Au cours du siège de Toyama, Maeda Toshiie, commandant en chef de Toyotomi, fait preuve de grandes capacités et joue un rôle très important dans l'assaut final. En fin de compte, la défense de Narimasa est brisée, permettant ainsi la suprématie de Toyotomi sur la province d'Etchū.

## Source de la traduction
- (en) Cet article est partiellement ou en totalité issu de l’article de Wikipédia en anglais intitulé « Siege of Toyama » (voir la liste des auteurs).